# كونستانتين إس. كونستانتين
كونستانتين إس. كونستانتين (بالرومانية: Constantin S. Constantin)‏ هو عسكري روماني، ولد في 9 مايو 1889، وتوفي في 29 فبراير 1948.